# Armbruster (Handwerk)

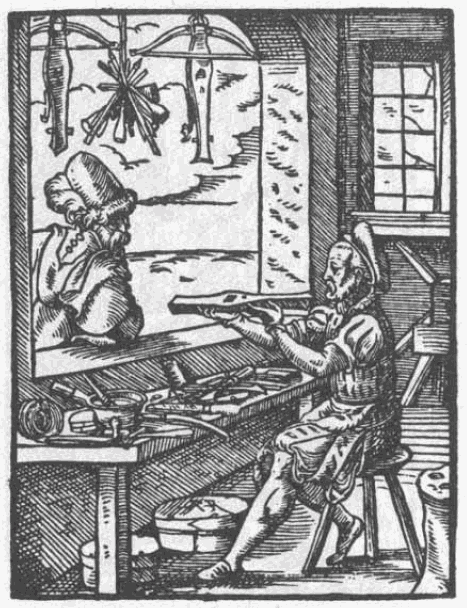
Der Pogner (Bogner) bei der Arbeit, aus Hans Sachs und Jost Amann, Eygentliche Beschreibung aller Stände auf Erden, 1568, Stich von Jost Amman

Ein Armbruster war ein Hersteller von Armbrüsten. Heute gibt es im Zuge der Mittelalterbegeisterung wieder Hersteller von Replikaten. Nachbildungen wurden besonders auch im Historismus angefertigt. Ferner wurden und werden für Sportschützen Armbrüste industriell angefertigt.

## Geschichte
Armbrüste waren bereits den Griechen und Römern bekannt, auch in China kannte man Armbrüste. Aus dem Beruf des Bogners ergab sich eine Spezialisierung zum Armbruster. Ab der späten Gotik sind Meister im Handwerkerstand der Armbruster tätig. Normalerweise stand ein Armbruster im Auftrag eines Standesherren oder einer Stadt, musste dafür eine oder zwei Armbrüste pro Jahr abliefern und die obrigkeitlichen Armbrüste im Kriegsfall und in Friedenszeiten warten. Die übrigen Armbrüste, die er anfertigte, durfte er frei verkaufen. 1360 lassen sich in Prag bis zu 52 Armbruster nachweisen. Da zunächst nur Holz- oder Hornbögen gebaut wurden, kam mit dem Stahlbogen als Zulieferer der Bogenschmied dazu. Bogenschmieden waren in Städten angesiedelt, wo das Schmiedehandwerk bereits eine lange Tradition hatte, wie Brüssel, Esslingen, Mailand, Mondragon in Spanien, Piemont oder Steyr. Außer dem Armbruster gab es noch eine Reihe von Nebengewerben wie Spanngürtelmacher, Windenmacher, Pfeilschmied, Pfeilschifter und Kurbaner (Anfertiger der Bolzenköcher). Mit der Entwicklung des Schwarzpulvers und des Luntenschlosses ging das Handwerk des Armbrusters in das des Büchsenmachers und des Büchsenschäfters über.

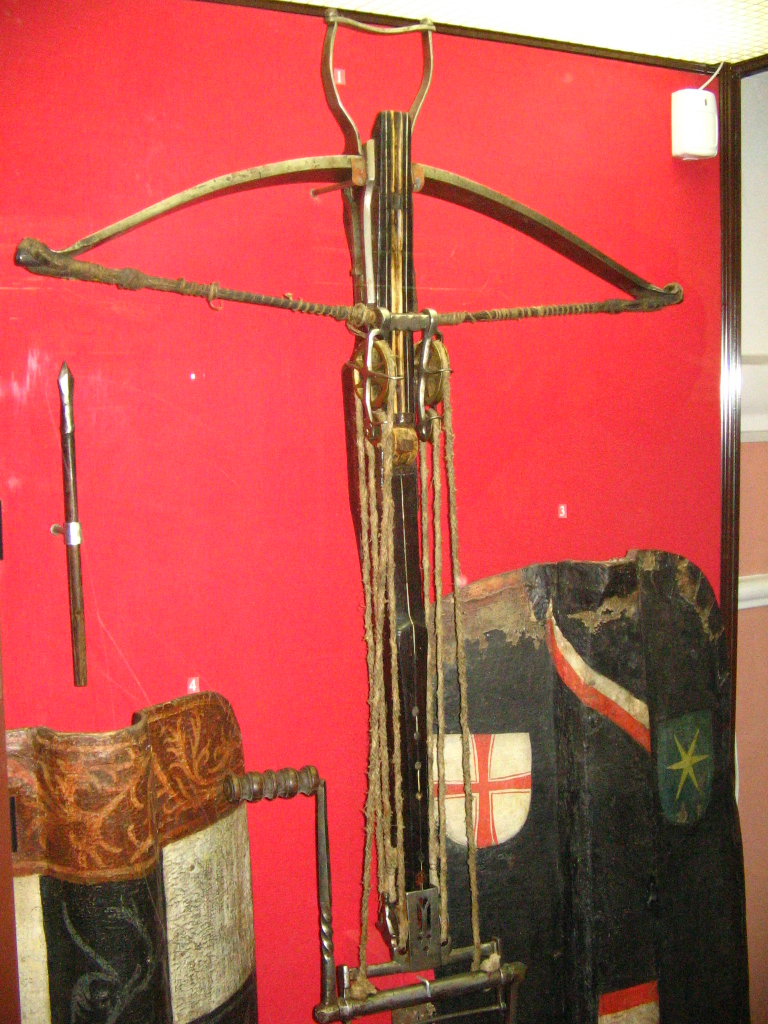
Große Windenarmbrust

## Bedeutende Sammlungen
Größere Bestände von historischen Armbrüsten gibt es unter anderem in der Burg Altena, im Historischen Museum in Bern, auf der Churburg, im Bayerischen Armeemuseum, im Zeughaus Innsbruck, in der Rüstkammer Dresden, im Badischen Landesmuseum Karlsruhe, im Kölner Stadtmuseum, in Hermannstadt, im Linzer Schloss, im Tower of London, in der Armeria in Madrid und im Museum Manchester. In der Eremitage St. Petersburg befindet sich die größte Sammlung.

## Weblink
- Webseite einen Herstellers mit Infos zur Geschichte der Armbrustherstellung